# Johannes Strubbe
Johannes Strubbe, auch Johannes Strube oder Ioannes Strubius (* um 1510 in Deventer; † 7. August 1558) war ein niederländischer Rechtswissenschaftler und Hochschullehrer.

## Leben
Johannes Strubbe wurde zu Beginn des 16. Jahrhunderts in Deventer geboren. Am 24. Oktober 1531 wurde er an der Artistenfakultät der Universitas Studii Coloniensis immatrikuliert. Er absolvierte an der der Universität angeschlossenen Laurentiana-Burse sein Studium zum Bakkalaureus artium, gefolgt vom Studium zum Bakkalaureus iur. an der Kronenburse (Tricoronatum) bis zur Promotion 1539. Am 17. März 1540 promovierte er zudem zum Lizenziat leg. Danach hatte er an der Juristischen Fakultät eine Professur (ius civile) inne.
Um der in den Reformationswirren niedergehenden Universität Rostock wieder zu einem Ruf zu verhelfen, wurde Andreas Eggerdes 1540 im Rostocker Senatsauftrag nach Köln entsandt, um dort mit finanzieller Hilfe mehrerer Hansestädte Lehrer für die Rostocker Akademie anzuwerben. Zu den von den Ratsherren Umworbenen zählten Gisbert Longolius aus Utrecht, Johannes Bronkhorst aus Nimwegen und Strubbe. 1542 kamen die genannten nach Rostock, wo sie gemeinsam am 11. November an der Philosophischen Fakultät vom damaligen Rektor Eggerdes immatrikuliert wurden.
Strubbe erhielt an der Juristischen Fakultät die rätliche Professur der Rechte (ius civile). In den Semestern 1544/45 war er Rektor der Universität und zudem ab 1542 Syndicus der Stadt. Strubbe bereitete mit Longolius und unter dessen Federführung eine Reform der Universität vor, die nach Longolius’ Tod 1544 posthum publiziert wurde.
Strubbe verließ Rostock 1545 und wurde Syndicus am Domstift zu Lübeck. 1549 wechselte er nach Hamburg und 1556 wieder zurück nach Lübeck, wo er zum königlich-dänischen Rat ernannt wurde. Strubbe verstarb im folgenden Jahr.